# 윌리엄 배핀

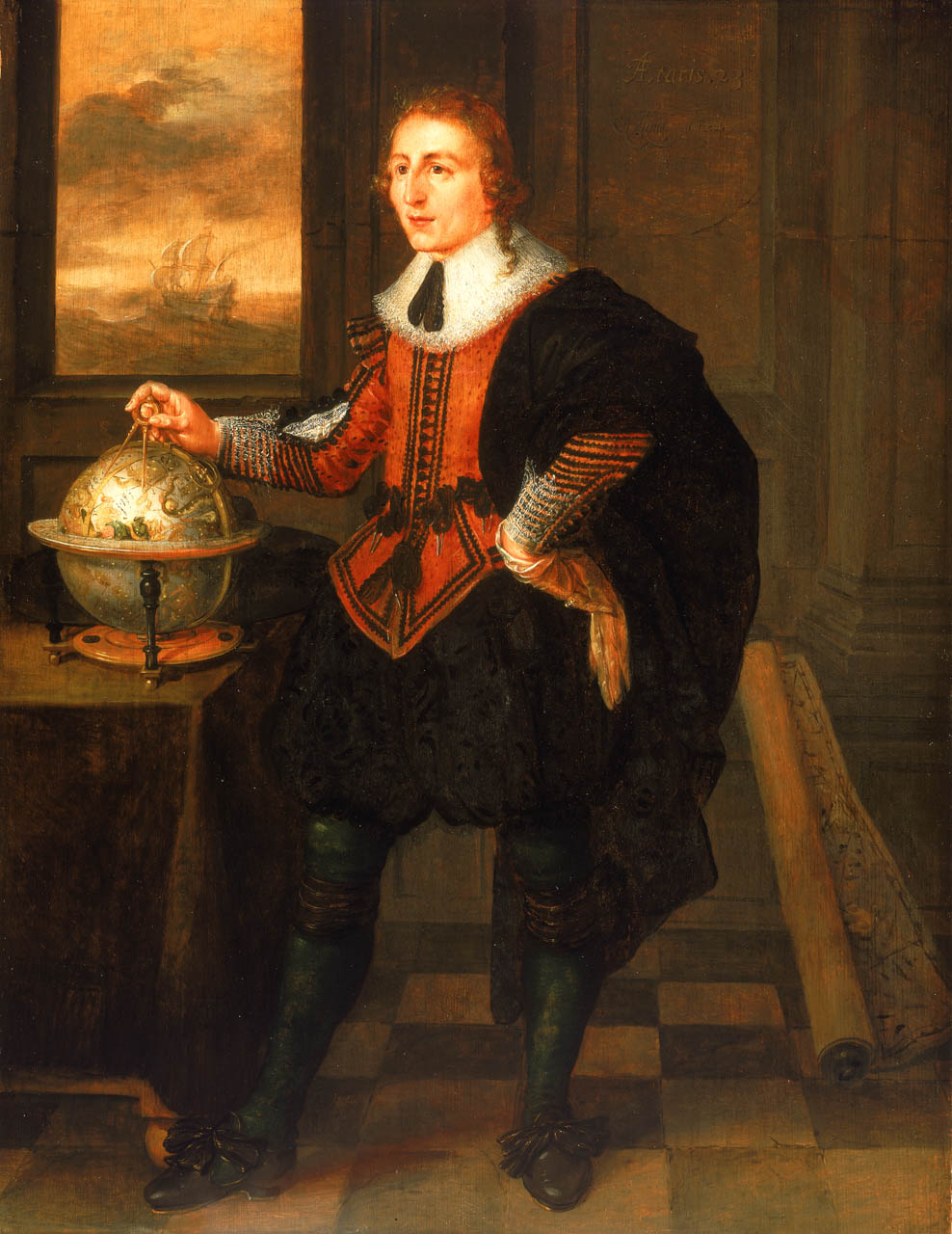

윌리엄 배핀(William Baffin, 1584년~1622년 1월 23일)은 영국 잉글랜드의 탐험가이다. 그는 대서양에서 태평양에 이르는 북서항로를 발견하려는 시도로 유명한데, 그 과정에서 현재 캐나다의 배핀만과 배핀섬을 발견한 최초의 유럽인이었다. 영국 동인도 회사를 대신하여 홍해와 페르시아만의 측량(조사)를 담당하기도 했다.